# Clara Barker
Clara Michelle Barker és una enginyera britànica i científica en el camp de la ciència de materials. Al 2017 va rebre el premi Points of Light del Regne Unit, per la seva feina de conscienciació i visibilització de la comunitat LGBT+.
Va realitzar la seva tesi doctoral en el camp de la ciència de materials, sobre recobriments mitjançant capes fines, a la Universitat Manchester Metropolitan. Després va fer una estada postdoctoral de 4 anys als Laboratoris Federals suïssos de Ciència de Materials i Tecnologia (EMPA) a Suïssa. Actualment és investigadora a la Universitat d'Oxford, on dirigeix el Centre de Superconductivitat Aplicada al Departament de Materials. És també membre del Grup Assessor sobre temes de LGBT+ de la universitat.
Barker és una dona transgènere i una defensora de la diversitat LGBT+ i de les dones en STEM (ciència, tecnologia, enginyeria, matemàtiques, per les seves sigles en anglès). Ha impartit xerrades i conferències en escoles d'Oxford, i també ha col·laborat amb l'ajuntament d'Oxford en campanyes i iniciatives contra l'assetjament homofòbic, bifòbic i transgènere. Al 2017, va ser ser la imatge d'una campanya pel dia de la visibilització transgènere. També va promoure la campanya "Out in Oxford", que posava en rellevància peces LGBT+ als museus d'Oxford. Ha donat nombroses xerrades sobre la visibilitat de LGBT+ i diversitat en STEM. Al desembre del 2018 va impartir una xerrada TEDx sobre la diversitat en institucions. Barker ha rebut diversos premis per la defensa i la visibilitat de la comunitat LGBT+. El 2017 va rebre el premi Points of Light per la seva tasca en aquest àmbit.